# ニコロ・ザニオーロ
ニコロ・ザニオーロ（Nicolò Zaniolo，1999年7月2日 - ）は、イタリア・トスカーナ州マッサ出身のサッカー選手。セリエA・ACFフィオレンティーナ所属。イタリア代表。ポジションはMF。

## 経歴

### クラブ

#### ヴィルトゥス・エンテッラ
2017年3月11日、セリエB・ベネヴェント・カルチョ戦でプロデビューした。

#### インテル・ミラノ
2017年7月5日、インテルナツィオナーレ・ミラノに移籍した。2017-18シーズンは、ユースチームでプレーした。カンピオナート・プリマヴェーラではチーム得点王になった。クラブは、ACFフィオレンティーナとのプレーオフにも勝利した。
トップチームでは背番号64番を与えられたが、出場機会は無かった。

#### ASローマ
2018年6月26日、ダビデ・サントンと共にASローマに移籍することが発表された。移籍金は450万ユーロで、契約期間は5年。背番号は22番。また将来移籍する場合は、その際の移籍金の15パーセントがインテルに支払われる。
2018年9月19日、UEFAチャンピオンズリーグ・グループリーグ第1節のレアル・マドリード戦に先発出場し、ローマデビューと欧州カップ戦デビューを果たした。9月26日、フロジノーネ・カルチョ戦でセリエA初出場を果たした。チャンピオンズリーグ・ラウンド16、FCポルト戦1stレグでは、2得点を挙げる活躍でチームの勝利に貢献した。2018-19シーズンは、リーグ戦27試合に出場し、4得点を記録した。2019年5月18日、2018-19シーズンのセリエA最優秀若手選手に選出された。
2019年8月14日、クラブとの契約を2024年まで延長した。2020年1月、ユヴェントス戦でマタイス・デ・リフトと交錯し、右膝の半月板損傷と前十字靭帯断裂の大怪我を負った。7月5日、SSCナポリ戦で復帰を果たした。7月11日のブレシア戦で復帰後初ゴールを挙げた。7月22日のS.P.A.L.戦では、自陣からのドリブルでDF5人をかわしてゴールを挙げた。
後述の代表戦での左膝の負傷により、2020-21シーズンは試合に出場することはなかった。2021-22シーズンに復帰し、UEFAヨーロッパカンファレンスリーグ予選のトラブゾンスポル戦2ndレグに1年ぶりとなるゴールを挙げ、決勝のフェイエノールト戦では決勝ゴールを奪って優勝をもたらした。
2022-23シーズンは、開幕から公式戦17試合に出場していたが、冬の移籍市場で退団を要求すると、トッテナム・ホットスパーFCやACミラン、AFCボーンマスなどからの関心が噂された。しかしいずれも交渉はまとまらず、クラブとの関係が悪化した状態で欧州主要リーグの冬の移籍期間を終えた。

#### ガラタサライSK
2023年2月8日、移籍市場が同日まで開いていたトルコ・スュペル・リグのガラタサライSKへの完全移籍が発表された。契約期間は4年半。

#### アストン・ヴィラFC
2023年8月18日、イングランドのアストン・ヴィラFCへの移籍が発表された。ガラタサライから1年間のローンで加入するが、条件付きの買取義務が付帯する。契約内容は非公式ながら、報道ではガラタサライとアストン・ヴィラ間ではまずレンタル料として500万ユーロが支払われ、出来高に応じて最大137万5000ユーロのボーナスが追加される。また、保有権の買取金額は2250万ユーロとなり、出来高に応じて1550万ユーロのボーナスが支払われる。さらに、ヴィラへの完全移籍が実現し、将来他のクラブへ移籍する場合には移籍金の10%がガラタサライに入ることになっている。

#### アタランタBC
2024年7月5日、アタランタBCはザニオーロの獲得を発表。2025年6月までのレンタル移籍で、一定の条件を満たした場合には買い取り義務が発生する取引となっている。

#### ACFフィオレンティーナ
2025年2月3日、かつてユース時代を過ごしたACFフィオレンティーナに買い取りオプションのレンタルで移籍した。

### 代表
2018年9月、イタリア代表に選出された。セリエA未デビューの選手としては史上4人目となるA代表選出となった。
2019年3月23日、フィンランド戦でA代表デビューを果たした。11月18日、UEFA欧州選手権2020予選のアルメニア戦で代表初ゴールを含む2ゴールを記録した。20歳139日でのゴールは、21歳42日でゴールを記録したダニエレ・デ・ロッシの記録を更新するイタリア代表におけるローマ所属選手史上最年少ゴール記録となった。
2019年6月、UEFA U-21欧州選手権2019のU-21イタリア代表メンバーに選出された。
2020年9月7日、UEFAネーションズリーグのオランダ代表戦で左膝の前十字靭帯断裂の大怪我を負った。
2021年8月27日、前述の左膝の負傷から復帰し、2022 FIFAワールドカップ予選に挑むイタリア代表に1年ぶりに招集された。

## プレースタイル
本職は攻撃的ミッドフィールダーであるが、偽9番（センターフォワード）や右ウイングなどでも起用されており、強烈なミドルシュートや空中戦での強さなど、アタッカーに求められる全ての能力を兼ね備えたアタッカーとされている。

## 個人成績

### クラブでの成績
2023年1月25日現在 
| クラブ                   | リーグ       | シーズン     | リーグ戦 | リーグ戦 | カップ戦 | カップ戦 | 国際大会 | 国際大会 | その他 | その他 | 通算 | 通算 |
| クラブ                   | リーグ       | シーズン     | 出場     | 得点     | 出場     | 得点     | 出場     | 得点     | 出場   | 得点   | 出場 | 得点 |
| ------------------------ | ------------ | ------------ | -------- | -------- | -------- | -------- | -------- | -------- | ------ | ------ | ---- | ---- |
| ヴィルトゥス・エンテッラ | セリエB      | 2016-17      | 7        | 0        | 0        | 0        | -        | -        | -      | -      | 7    | 0    |
| ヴィルトゥス・エンテッラ | クラブ通算   | クラブ通算   | 7        | 0        | 0        | 0        | -        | -        | -      | -      | 7    | 0    |
| インテル・ミラノ         | セリエA      | 2017-18      | 0        | 0        | 0        | 0        | -        | -        | -      | -      | 0    | 0    |
| インテル・ミラノ         | クラブ通算   | クラブ通算   | 0        | 0        | 0        | 0        | -        | -        | -      | -      | 0    | 0    |
| ASローマ                 | セリエA      | 2018-19      | 27       | 4        | 2        | 0        | 7        | 2        | -      | -      | 36   | 6    |
| ASローマ                 | セリエA      | 2019-20      | 26       | 6        | 0        | 0        | 7        | 2        | -      | -      | 33   | 8    |
| ASローマ                 | セリエA      | 2020-21      | 0        | 0        | -        | -        | 0        | 0        | -      | -      | 0    | 0    |
| ASローマ                 | セリエA      | 2021-22      | 28       | 2        | 2        | 0        | 12       | 6        | -      | -      | 42   | 8    |
| ASローマ                 | セリエA      | 2022-23      | 13       | 1        | 1        | 0        | 3        | 1        | -      | -      | 17   | 2    |
| ASローマ                 | クラブ通算   | クラブ通算   | 94       | 13       | 5        | 0        | 29       | 11       | -      | -      | 128  | 24   |
| キャリア通算             | キャリア通算 | キャリア通算 | 101      | 13       | 5        | 0        | 29       | 11       | -      | -      | 135  | 24   |

### 代表での成績
- 国際Aマッチ 11試合 2得点（2019年- ）

2023年1月25日現在 
| イタリア代表 | 国際Aマッチ | 国際Aマッチ |
| 年           | 出場        | 得点        |
| ------------ | ----------- | ----------- |
| 2019         | 5           | 2           |
| 2020         | 2           | 0           |
| 2021         | 1           | 0           |
| 2022         | 3           | 0           |
| 通算         | 11          | 2           |

### ゴール
| #  | 開催日         | 開催地                         | 対戦国     | スコア | 結果 | 試合概要                      |
| -- | -------------- | ------------------------------ | ---------- | ------ | ---- | ----------------------------- |
| 1. | 2019年11月18日 | スタディオ・レンツォ・バルベラ | アルメニア | 2-0    | 9-1  | UEFA EURO 2020予選・グループJ |
| 2. | 2019年11月18日 | スタディオ・レンツォ・バルベラ | アルメニア | 5-0    | 9-1  | UEFA EURO 2020予選・グループJ |

## タイトル
ASローマ
- UEFAヨーロッパカンファレンスリーグ : 2021-22